# Jeremy Piven
Jeremy Samuel Piven (ur. 26 lipca 1965 w Nowym Jorku) – amerykański aktor, zdobywca Złotego Globu i trzykrotny laureat nagrody Emmy, najlepiej znany jako Ari Gold z serialu HBO Ekipa (Entourage).

## Życiorys
Urodził się w Nowym Jorku w rodzinie żydowskiej jako syn Joyce Hiller Piven (z domu Goldstein) i Byrne’a Pivena (1929–2002). Wychowywał się w Evanston w stanie Illinois w judaizmie. Scenarzysta i reżyser show Saturday Night Live, Adam McKay, jest jego szwagrem. Uczęszczał do Evanston Township High School. Jako nastolatek wystąpił jako Bernardo w musicalu West Side Story w Harand Theater Camp. Uzyskał wykształcenie na Uniwersytecie Nowojorskim, studiował też w Theater Center oraz National Theatre w Wielkiej Brytanii.
Został nominowany do nagrody imienia Josepha Jeffersona w kategorii najlepszy aktor za pracę w „Methusalem” Johna Cusacka, z którym Piven założył eksperymentalny zespół New Criminals Theatre Company w Chicago.
Wyznawca hinduizmu i buddyzmu. Prowadził autorski program telewizyjny Jeremy Piven’s Journey of a Lifetime, który opisywał jego podróże po Indiach.

## Filmografia
- 1992: Gracz (The Player) – Steve Reeves
- 1993: Sądna noc (Judgement Night) – Ray Cochran
- 1994: Patrz, czuwaj, ucz się (PCU) – James „Droz” Andrews
- 1995: Gorączka (Heat) – dr Bob
- 1997: Zabijanie na śniadanie (Grosse Pointe Blank) – Paul Spericki
- 2000: Family Man (The Family Man) – Arnie
- 2001: Helikopter w ogniu (Black Hawk Down) – oficer Cliff „Elvis” Wolcott
- 2003: Straszny film 3 (Scary Movie 3) – Ross Giggins
- 2003: Old School: Niezaliczona (Old School) – Dean Gordon Pritchard
- 2004-2011: Ekipa (Entourage) jako Ari Gold
- 2005: Podwójna gra (Two for the Money) – Jerry Sykes
- 2008: RocknRolla – Roman
- 2009: Jak by to sprzedać (The Goods: Live Hard, Sell Hard) – Don Ready
- 2011: Tajna agentka (So Undercover) – Armon Randford
- 2012: Z pamiętnika Marilyn Monroe (Love, Marilyn, dokumentalny) w roli samego siebie